# Цытович, Иван Илларионович
 Иван Илларионович Цытович  (1836—1891) — российский генерал-майор (1888), герой Русско-турецкой войны, командир 2-й бригады 6-й пехотной дивизии

## Биография
Родился 21 октября 1836 года, образование получил в 1855 году в Павловском кадетском корпусе. Подпоручиком с 1856 года. Капитан гвардии с 1868 года, полковник гвардии с 1872 года, генерал-майор с 1888 года.
В 1863 году участник подавления Польского мятежа. С 1872 года командир батальона Лейб-гвардии Литовского полка. В 1877 году участник Русско-турецкой войны в качестве командира 10-го гренадёрского полка, с 1878 года состоял по роду оружия. В 1878 году был награждён Золотым оружием «За храбрость»:
за отличие в делах против неприятельской армии
.
С 1879 года командовал 119-м пехотным полком. С 1888 года командир 2-й бригады 6-й пехотной дивизии. Умер в 1891 году.

## Награды
- Орден Святого Станислава 3-й степени;
- Орден Святой Анны 3-й степени;
- Золотое оружие «За храбрость» (1878 год);
- Орден Святого Станислава 2-й степени (1871 год, Императорская корона к этому ордену пожалована в 1873 году);
- Орден Святого Владимира 4-й степени с мечами и бантом (1879 год).
- Орден Святого Владимира 3-й степени (1883 год)